# Parhyalella pietschmanni
Parhyalella pietschmanni är en kräftdjursart som beskrevs av Schellenberg 1938. Parhyalella pietschmanni ingår i släktet Parhyalella och familjen Hyalellidae. Inga underarter finns listade i Catalogue of Life.